# Hemah
También conocido bajo el nombre de Af que significa "Ira Divina" según la erudición rabínica. Es uno de los ángeles de la ira y de la destrucción que conforman el  séptimo cielo  junto con  Yetzerhara, Adriel,  Yehudiam,  Abaddon,  Samael,  Azrael,  Metatrón,  Gabriel,  Mashhit,  Ha-Mavet de Malach,  Kafziel,  Kesef, y Leviatán. Es el que rige la muerte de los animales domésticos. Se dice que Hemah tiene una altura de quinientos  parasangs  o más de mil setecientas millas y fue creado de cadenas de fuego rojo y negro. Según el  Zohar, Hemah trató una vez de tragarse a  Moisés  pero Dios intervino y lo salvó. Cuando Hemah vomitó a Moisés, este lo mató, algo difícil de concebir ya que los ángeles son inmortales.
- Datos: Q16574373